# أتراك بلغاريا
أتراك بلغاريا هم مجموعة عرقية تركية من بلغاريا. اعتباراً من عام 2011 بلغ عدد البلغاريين من أصل تركي 588،318 نسمة أي حوالي 8.8 في المائة من السكان، ما يجعلهم أكبر أقلية عرقية في البلاد. يعيشون أساساً في مقاطعة كرجالي الجنوبية ومقاطعات شومن، وسيليسترا، ورازغراد وتارغوفيشته الشمالية الشرقية. وهناك أيضًا جالية تقيم خارج بلغاريا في بلدان مثل تركيا، والنمسا، وهولندا، والسويد، وأهمها هي الجالية التركية البلغارية في تركيا.
البلغاريين الأتراك هم أحفاد المستوطنين الأتراك الذين دخلوا المنطقة بعد الغزو العثماني للبلقان في أواخر القرن الرابع عشر وأوائل القرن الخامس عشر، فضلاً عن البلغاريينن الذين تحولوا إلى الإسلام وجرى تتريكهم خلال قرون الحكم العثماني.